# 금가초등학교
금가초등학교는 충청북도 충주시에 있는 공립 초등학교이다.

## 학교 연혁
- 1924년 4월 25일 금가공립보통학교 개교(금가면 김생로 1456)
- 1938년 4월 1일 금가공립심상소학교 개칭
- 1941년 4월 1일 금가공립국민학교 개칭
- 1981년 3월 10일 병설유치원 개원
- 1996년 3월 1일 금가초등학교로 교명 변경
- 1997년 3월 29일 중원비행장 확장으로 현위치(도촌리)로 이전
- 2023.09.01 제36대 윤현서 교장 부임
- 2024.01.05 제97회 졸업(총 졸업생 수 5,434명)
- 2024.03.01 10학급 편성(특수학급 포함)

## 참고 자료
- 금가초등학교 - 한국교육학술정보원 학교알리미